# Médoune Diallo
Pour les articles homonymes, voir Diallo.
Médoune Diallo, né le 11 février 1949 à Dakar et mort le 10 février 2018 dans la même ville, est un chanteur-auteur-compositeur sénégalais d'afro-salsa qui a notamment fait partie d'Africando et de l’Orchestra Baobab.

## Biographie
Il reçoit In Memoriam un Coup de Cœur Musiques du Monde 2018 de l’Académie Charles Cros.